# Amel Bent
Amel Bent (nacida Amel Bachir el 21 de junio de 1985 en Paris) es una cantante francesa. 

## Biografía
De madre marroquí y padre argelino, saltó a la fama con el concurso de televisión Nouvelle Star 2, versión francesa de American Idol. Llegó a la final, pero no ganó, pero su álbum Un jour d'été de 2004, llegó a vender más de 650 000 copias únicamente en Francia. La canción "Ma philosophie", de este disco, llegó a estar más de seis semanas en la lista francesa de números 1.

## Discografía
- 2004: Un jour d'été #3 FR
- 2007: À 20 ans #4 FR
- 2009: Où je vais #9 FR
- 2011: Délit mineur #24 FR
- 2014: Instinct #11 FR
- 2019: Demain #12 FR
- 2021: Sorore #13 FR
- 2021: Vivante #1 FR

## Sencillos
- 2004 Ma philosophie #1 FR
- 2005 Le droit à l'erreur #7 FR
- 2005 Ne retiens pas tes larmes #5 FR
- 2006 Eye of the Tiger #2 FR
- 2007 : Tombé pour elle (con La Fouine)	#15 FR
- 2007 Nouveau français #3 FR
- 2007 À 20 ans (con Diam's) #42 FR
- 2008 Tu n'es plus là #8 FR
- 2008: Désolée
- 2008: Vivre ma vie
- 2009: Où je vais #4 FR
- 2010 Le mal de toi #48 FR
- 2010 : Je me sens bien
- 2010 : Cette idée-là #92 FR
- 2011 : Tu veux ou tu veux pas
- 2011 Je reste #29 FR
- 2012 Délit #38 FR
- 2012 Ma chance #106 FR
- 2013: Quand la musique est bonne (con Soprano) #40 FR
- 2014: Regarde-nous #118 FR
- 2014: En silence	#164 FR
- 2017: 100 % (con Alonzo)	#102 FR
- 2018: Si on te demande #24 FR
- 2018: Rien (con Alonzo) #46 FR
- 2018: Dis-moi qui tu es #26 FR
- 2019: Demain	#72 FR
- 2020: Jusqu'au bout (con Imen Es)	#6 FR
- 2020: 1, 2, 3 (con Hatik) #3	FR
- 2021: Ma sœur #159
- 2021: Le chant des colombes #16 FR
- 2022: Ton nom
- 2022: Lossa (con Benny Adam)
- 2023: Tu l'aimes encore (con Dadju)

## Premios
Saraqusta Film Festival
| Año  | Categoría    | Película              | Resultado |
| ---- | ------------ | --------------------- | --------- |
| 2022 | Mejor actriz | Las sandalias blancas | Ganadora  |